# Binsfeld (Luxembourg)
Pour l’article homonyme, voir Binsfeld (homonymie).
Binsfeld (luxembourgeois : Bënzelt) est une section de la commune luxembourgeoise de Weiswampach située dans le canton de Clervaux.

## Histoire
La découverte d'un champ étendu de tombeaux romains au début des années 1970 a confirmé l'existence de colonies romaines dans le quartier de Binsfeld. Les artéfacts provenant des tombes peuvent être vus au Musée d'Histoire de la Ville de Luxembourg.